# جامعة سانت لويس
جامعة سانت لويس (بالإنجليزية: Saint Louis University)‏ هي جامعة يسوعية خاصة مقرها مدينة سانت لويس الأمريكية بولاية ميزوري. أسسها رجل الدين الفرنسي الأب لوي غيوم فالنتان دوبورغ سنة 1818، وهي بذلك أقدم جامعة غرب المسيسيبي، وثاني أقدم جامعة يسوعية في الولايات المتحدة، وواحدة من الجامعات الثماني والعشرين المكونة لرابطة الكليات والجامعات اليسوعية.
يدرس بالجامعة حاليًا 13785 طالبًا في المراحل المختلفة من الدراسة الجامعية والدراسات العليا، يمثلون جميع الولايات الأمريكية الخمسين وأكثر من 77 دولة أجنبية، وتبلغ نسبة الطلاب الوافدين من خارج ولاية ميزوري 59% من إجمالي طلاب الجامعة، ومتوسط حجم الفصل الدراسي بالجامعة 23 طالبًا، ونسبة الطلبة إلى أعضاء هيئة التدريس هي 13 طالبًا لكل عضو هيئة تدريس.
يتبع الجامعة فرع في إسبانيا هو جامعة سانت لويس في مدريد يدرس به 600 إلى 650 طالبًا، ويقوم بالتدريس فيه 110 من الأساتذة، ومتوسط حجم الفصل الدراسي في ذلك الفرع هو 18 طالبًا ونسبة الطلبة إلى أعضاء هيئة التدريس هي ثمانية إلى واحد.
يجدر بالذكر أن أول درجة «دكتور في الطب» مُنحت في منطقة غرب المسيسيبي كانت ممنوحة من جامعة سانت لويس سنة 1836.

## من مشاهير الخريجين
- إنريكي بولانيوس: رئيس نيكاراغوا بين عامي 2002 و2007 (تخرج في الجامعة سنة 1962)
- روبرت جويلامي: ممثل تلفزيوني أمريكي (درس بالجامعة ولكنه لم يحصل منها على درجة علمية)
- وليام فرانسيس كوين: أول حاكم لهاواي بين عامي 1959 و1963.

## من مشاهير الأساتذة الحاليين والسابقين
- إدوارد دويزي: عالم كيمياء حيوية حاصل على جائزة نوبل في الطب سنة 1943.
- مارشال ماكلوهان: كاتب كندي اشتهر بصياغته تعبيري «الوسيط هو الرسالة» و«قرية كونية».

## وصلات خارجية
- الموقع الرسمي للجامعة (بالإنجليزية)